# هربرت ساتكليف
هربرت ساتكليف (24 نوفمبر 1894 في المملكة المتحدة - 22 يناير 1978 في المملكة المتحدة) (بالإنجليزية: Herbert Sutcliffe)‏ هو لاعب كريكت بريطاني وبريطاني (وحمل سابقاً جنسية المملكة المتحدة لبريطانيا العظمى وأيرلندا). شارك مع منتخب إنجلترا للكريكت. أما مع النوادي، فقد لعب مع نادي مقاطعة يوركشاير للكريكت ‏ ونادي مارليبون للكريكت ‏.

## وصلات خارجية
- هربرت ساتكليف على موقع إي آس بي آن كريك إنفو (الإنجليزية)